# Весёлое (Первомайский район)
Веселое (укр. Веселе) — село,
Закутневский сельский совет,
Первомайский район,
Харьковская область, Украина.
Код КОАТУУ — 6324584002. Население по переписи 2001 года составляет 386 (191/195 м/ж) человек.

## Географическое положение
Село Веселое находится у истоков безымянной речушки, которая через 4,5 км впадает в реку Орелька (левый приток),
на расстоянии в 1 км расположен посёлок Беляевка.
Рядом проходят автомобильная дорога Т-2107 и железная дорога, станция Беляевка.

## История
- 1774 — дата основания.